# Тополина вулиця (Конотоп)
Тополина вулиця — вулиця міста Конотоп Сумської області.

## Розташування
Розташована в районі Селище КВРЗ. Пролягає від вулиці 6 Вересня до вулиці Кобзарів.

## Історія
Вулиця відома з початку XX століття.
Перша відома назва — вулиця Рикова. Названа на честь народного комісара внутрішніх справ першого радянського уряду Олексія Івановича Рикова.
З середини XX століття — вулиця Стаханівська, на згадку про популярний метод підвищення виробництва у СРСР — так званий стахановський рух.
Сучасна назва — з 2024 року.

## Пам'ятки історії
За адресою вулиця Тополина, 3 розташована пам'ятка історії Будинок, в якому в 1917—1918 роках розміщався конотопський комітет РСДРП(б) (початок XX століття).